# بریستن
بریستن (به لاتین: Bristen) یک کوه در سوئیس است که در کانتون آوری واقع شده‌است. بریستن ۳٬۰۷۳ متر بالاتر از سطح دریا واقع شده‌است.